# Apache CXF
Apache CXF to otwarty szkielet przeznaczony do tworzenia usług sieciowych. CXF powstał z połączenia dwóch projektów open-source: Celtix, rozwijanego przez IONA Technologies oraz XFire, tworzonego przez zespół działający w ramach Codehaus. Obydwa szkielety zostały połączone przez Apache Software Foundation. Znajduje to swoje odzwierciedlenie w nazwie projektu, będącej połączeniem słów "Celtix" oraz "XFire".